# Repovesi, Luujärvi och Tihvetjärvi
Repovesi, Luujärvi och Tihvetjärvi är en sjö i Finland. Den ligger i kommunen Kouvola i landskapet Kymmenedalen, i den södra delen av landet, 150 km nordost om huvudstaden Helsingfors. Repovesi, Luujärvi och Tihvetjärvi ligger 76,6 meter över havet. Den är 41,2 meter djup. Arean är 22,81 kvadratkilometer och strandlinjen är 147,62 kilometer lång. Sjön  ingår i Kymmene älvs huvudavrinningsområde. 